# Ильясов, Алхазур Юсупович
Алхазу́р Юсу́пович Илья́сов — советский чеченский борец вольного стиля, мастер спорта СССР, тренер по вольной борьбе, Заслуженный тренер РСФСР.

## Известные воспитанники
Муртазалиев, Сайд-Хусейн Салманович (1961) — чемпион СССР, обладатель Кубка мира, мастер спорта СССР международного класса.